# Beta Blume’a
Beta Blume'a (ang. Blume beta) - odmiana współczynnika beta, opracowana przez Marshalla Blume'a, stosowana w ocenie ryzyka inwestycyjnego na rynku kapitałowym.  
Betę zgodnie z metodą zaproponowaną przez Blume'a oblicza się korygując wskaźnik beta uzyskany za pomocą klasycznych metod ekonometrycznych (np. MNK):
βB = γ + φβ,
gdzie:
βB - beta skorygowana metodą Blume'a,
β - beta otrzymana np. za pomocą MNK.
Korekta zaproponowana przez Blume'a uwzględnia występowanie zaobserwowanego przezeń związku pomiędzy oszacowaniami współczynnika beta dla kolejnych okresów. Relacja ta okazała się być w przybliżeniu liniowa, a jednocześnie, jak twierdził Blume, pozwalała na bardziej precyzyjne prognozowanie wartości współczynnika beta. Współczynniki γ i φ mogą być także dobierane arbitralnie - najczęściej spotykaną postacią zależności jest: 
βB = ⅓ + ⅔ β. 
Korekta Blume'a z racji swej prostoty jest często wykorzystywana w ocenie ryzyka inwestycyjnego. 